# 当別川
当別川（とうべつがわ）は、北海道石狩郡当別町を流れる石狩川水系石狩川支流の一級河川である。流域は当別町の町域とほぼ重なる。

## 川名の由来
アイヌ語の「トペッ（to-pet）」（沼・川）が原義であり、現在は水田地帯となった流域に、かつて多くの沼があったことによる名であると考えられている。
アイヌ語ではまた、「チワシペッ（chiu-as-pet）」という古い別名もあり、これは「波・立つ・川」の意であると考えられている。

## 地理
北海道石狩郡当別町北端の樺戸郡新十津川町との境界にある察来山の南西の麓に源を発し南へ流れ、上流で青山ダムが作る青山貯水池及び当別ダムが作る当別ふくろう湖を経由する。石狩平野に出ると当別町の市街の南側を流れ当別町ビトエ付近で石狩川に合流する。
上・中流は標高が低い増毛山地の中を流れる。青山貯水池の一帯は「北海道立道民の森」という自然公園施設の一部である。下流域には水田が多く、北海道有数の米作地帯である。
当別川の両岸はほとんどが当別町であるが、河口付近で石狩川の対岸にある札幌市東区の領域が延びて当別川の左岸にわずかだが触れている。これは石狩川の旧河道に沿って設けられた境界が今の直線河道と一致しないためである。

## 利水
上流に1964年に竣工した青山ダムがある。堤高35.5m、総貯水容量は1512万7千m3で、農業用水を供給する。
当別町字青山十万坪地先に、北海道によって建設された多目的ダムの当別ダムがある。堤高52.0m、総貯水容量7,450万m3の台形CSGダムで、当別川の洪水調節を行うとともに、当別町に農業用水を、石狩市、札幌市、小樽市、当別町に水道水を供給する。2012年完成。

## 当別水源の森
当別川上流は林野庁により「当別水源の森」として水源の森百選。に選定されている。
| 山岳     | 面積(ha) | 標高(m)     | 人工林(%) | 天然林(%) | 主な樹種                                   | 制限林           | 種類                                 |
| -------- | -------- | ----------- | --------- | --------- | ------------------------------------------ | ---------------- | ------------------------------------ |
| 神居尻山 | 15,256   | 200～1,100m | 20        | 80        | トドマツ・カバノキ・ミズナラ・イタヤカエデ | 水源かん養保安林 | 流水（当別川）、ダム貯水（青山ダム） |

水源の森には北海道立道民の森が整備され、森林レクリエーションに多くの人が訪れている。過去から数々の事業を通じ整備され水源林機能の高い「森づくり」を実施している。
- 所在地：北海道石狩郡当別町字青山奧（データは指定年1995年（平成7年）7月）

## 支流
- 五番川 - 金鉱川
- 四番川 - 前田ノ沢
- ラウネナイ川
- 三番川
- 砂金川
- 濁川
- 土方の沢川
- 西野沢川
- 桂沢川
- 二番川
- 川瀬の沢川
- 一番川
- 四号の沢川
- 金の沢川
- 長谷川沢川
- トップ沢川
- 当別幹線水路（分流）
- パンケチュウベシナイ川
- 材木川 - 中央排水川

## 橋梁
- 青山橋 - 国道451号 2002年完成
- もりりん橋（青山貯水池）
- 神水橋 - 旧北海道道28号当別浜益港線 1962年完成
- 大袋橋 - 北海道道28号 2000年完成
- （橋）
- （橋）
- （橋）
- （橋）
- 青山奥橋 - 北海道道28号当別浜益港線 1986年完成
- 開運橋 - 北海道道11号当別浜益港線 2011年完成
- 拓見橋
- （橋）
- 水分橋 2004年完成
- 青山橋 - 北海道道28号当別浜益港線 1993年完成
- 学校橋 2000年完成
- 茂平沢橋 1995年完成
- 金沢橋 - 鉄北通 1988年完成
- 当別川橋梁（JR札沼線）
- 当別新橋 - 北海道道28号当別浜益港線 1977年完成
- 治水橋 1972年完成
- 当別大橋 - 北海道道81号岩見沢石狩線 2011年完成
- 南一号橋 1988年完成
- 当別川橋 - 国道337号 2003年完成
- 南五号新橋 2002年完成
- 十九線橋